# ヘルシンキ空港駅
ヘルシンキ空港駅 (フィンランド語: Lentoaseman rautatieasema, スウェーデン語: Flygplatsens järnvägsstation, 英語: Airport station) はヘルシンキ近郊列車の駅。 ヘルシンキ・ヴァンター国際空港からヘルシンキ市中心部への交通手段の一翼を担っている。
P系統（ティックリラ経由ヘルシンキ中央行）・I系統（フオパラハティ経由ヘルシンキ中央行）の全列車が停車する。

## 駅構造
アヴィアポリス駅寄りホーム終端部とレイネラ駅よりの2箇所に、それぞれエスカレータが3機設置されている。
ヘルシンキ・ヴァンター国際空港（ターミナル1、ターミナル2）には、レイネラ寄りのエスカレータが接続しており、2017年11月17日までフィンランド国内最長のエスカレータであった。
券売機は空港内に4機、ホーム上に2機設置されている。ただしホーム上の券売機はVRグループの管理となっている。

### のりば
| 1番線 | ■ | P系統 | ティックリラ経由 ヘルシンキ中央方面   |
| 2番線 | ■ | I系統 | フオパラハティ経由 ヘルシンキ中央方面 |

※進行方向は左側通行である。
※P/I系統はラケット状の路線となっており、どちらの路線に乗車してもパシラ・ヘルシンキ中央の両駅に向かうことが可能である。

## 歴史
- 2015年7月10日　開業
- 2015年12月　空港ターミナルに直結するエレベータが運用開始[3]
- 2016年3月17日　空港ターミナルに直結するエスカレータが運用開始[4]

## 駅周辺
- ヘルシンキ・ヴァンター国際空港